# Wilhelmine Mutzenbecher
Wilhelmine Mutzenbecher, geborene Hübbe, (* 26. Oktober 1801 in Hamburg; † 5. Juni 1878 ebenda) war die deutsche Gründerin der Martha-Stiftung.

## Leben und Wirken
Wilhelmine Mutzenbecher wurde in eine Juristenfamilie geboren. 1843 heiratete sie den Kaufmann Ferdinand Mutzenbecher, der als Hamburgischer Konsul zumeist in Chile arbeitete. Seit 1827 gehörte der Theologe Johann Hinrich Wichern zum Freundeskreis des Ehepaares. Wilhelmine und Ferdinand Mutzenbecher wurden dadurch nachhaltig vom norddeutschen Pietismus beeinflusst und sahen sich in der Pflicht, die Gesellschaft religiös und sittlich zu reformieren und karitativ zu wirken.
Ferdinand Mutzenbecher starb 1848 kinderlos. Die verwitwete Wilhelmine Mutzenbecher widmete sich fortan karitativen Zwecken, für die sie ihr gesamtes Vermögen einbrachte. Johann Hinrich Wichern und der Verein für Innere Mission in Hamburg legten ihr nahe, eine Hilfseinrichtung für junge Frauen aus sozial benachteiligten Verhältnissen zu gründen. Mutzenbecher rief daraufhin 1849 die Martha-Stiftung zu gunsten junger weiblicher Dienstboten ins Leben. Der Name der Stiftung ging zurück auf Martha von Bethanien, Schutzpatronin der Hausfrauen. Mutzenbecher orientierte sich an einem konservativ-bürgerlichem, auf christlich-theologischen Grundsätzen basierenden Bild der Familie. Mit Hilfe von Therese Abendroth und Amanda Wagner richtete sie die Organisation in ihrem Wohnhaus am Hühnerposten 19 ein. Die Schülerinnen erhielten hier eine Dienstbotenausbildung und erlernten hauswirtschaftlichen Tätigkeiten, die sie auf eine Anstellung in bürgerlichen Familien vorbereiten sollte. Außerdem wurden dort religiöse und allgemeinbildende Themen gelehrt. Wenig später stellte die Stiftung auch Kontakte zu Familien her, die eine private Ausbildung anboten. Die Stiftung kontrollierte, ob die aufnehmenden Familien ausreichend fachlich qualifiziert waren, angemessene Wohnmöglichkeiten und Verpflegung boten und sicherstellten, dass die jungen Frauen pflichtgemäß an Gottesdiensten teilnahmen. Neben der Stiftung richtete Mutzenbecher eine „Kochanstalt“ ein, in der die praktische Ausbildung erfolgte und die die zubereiteten Mahlzeiten Armen und Kranken zur Verfügung stellte.
Ab 1875 bot Mutzenbechers Martha-Stift auch hauswirtschaftliche Praktika für weibliche Jugendliche an, die begleitend hierzu ihr letztes Schuljahr durchliefen. Die noch nicht konfirmierten Schülerinnen im Alter zwischen 12 und 14 Jahren wohnten im Martha-Stift und erhielten somit die Möglichkeit, Wissen für einen späteren Beruf zu erwerben. Mutzenbecher legte ebenfalls Wert darauf, dass die zumeist Halb- oder Vollwaisen Konfirmandenunterricht erhielten und religiöse Werte vermittelt bekamen. Mutzenbecher plante auch eine „Mädchenherberge“, in der kranke und unverschuldet entlassene junge Frauen und alte Dienstmädchen betreut werden sollten. Aufgrund fehlender finanzieller Mittel konnte sie diese Einrichtung jedoch nicht realisieren.
Als die Räumlichkeiten am Hühnerposten für Zwecke der Stiftung nicht mehr ausreichten, zog diese 1852 an den Steindamm Nummer 1852 um. 1867, elf Jahre vor dem Tod Wilhelmine Mutzenbechers, wurde die Martha-Stiftung rechtlich selbstständig.

## Die Weiterentwicklung der Martha-Stiftung
Nach dem Tod Wilhelmine Mutzenbechers 1878 führte die Stiftung die Einrichtungen aus christlicher Überzeugung fort mit dem Ziel, soziale Hilfe zu leisten. 1882 eröffnete die Stiftung eine Kinderkrippe und bezog 1884 Neubauten in der Baustraße (heutige Hinrichsenstraße) in Hamburg-Borgfelde. In den 1920er und 30er Jahren richtete die Stiftung ein Mütterheim ein und bot die Betreuung behinderter Kinder an. Das Gebäude in der Hinrichsenstraße wurde 1943 bei einem Luftangriff vollständig zerstört. 1953 wurde ein Altenheim erbaut und die Angebote später um Einrichtungen für Suchtkranke und ein Kinderheim ergänzt.